# منافسة كرة القدم بين الأرجنتين وإنجلترا
منافسة الأرجنتين وإنجلترا هي مواجهات كروية رياضية حادة التنافس مُتمثلةً بالمنتخبيّن الوطنييّن لكلا البلديّن، إضافةً إلى الجماهير. تعتبر هذه المنافسة من أشرس عداوات كرة القدم، وتختلف عن العداوات التقليدية الأخرى بأنها عابرة للقارات، كما أنها شهدت تسجيل الهدف الأكثر إثارة للجدل في تاريخ كرة القدم.
يتميز الصراع بين الطرفين بخصوصية مميزة فهو رياضي بنكهة سياسية، ويجمع مدرستين من كبراء مدارس كرة القدم فإنجلترا تعتمد على اللعب السريع والقوة البدنية، بينما تعتمد الأرجنتين على المهارة والفنيات العالية.

## التاريخ المبكر

### النفوذ البريطاني على الكرة الأرجنتينية

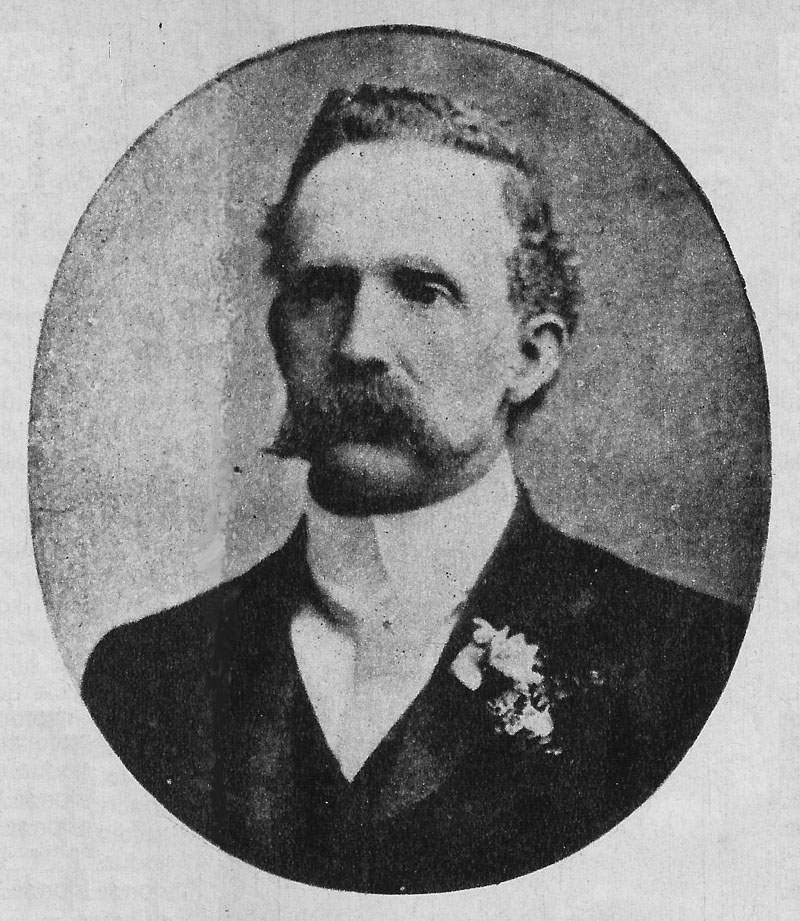
ألكسندر واتسون هوتون، الأب الروحي للكرة الأرجنتينية.

في النصف الثاني من القرن التاسع عشر تواجد أكثر من 10 آلاف مهاجر بريطاني في العاصمة الأرجنتينية بوينس آيرس، ولعبت أول مباراة كرة قدم رسمية في 20 يونيو 1867 في ستاد بوينس آيرس للكريكيت بين فريقين من عمال سكك الحديد البريطانيين، ارتدى الفريقان قبعات بيضاء وحمراء بدلاً من القمصان لتمييز اللاعبين. يعتبر المدرس الأسكتلندي ألكسندر واتسون هوتون «والد كرة القدم الأرجنتينية»، فقد علم كرة القدم في مدرسة سانت أندروز الأسكتلندية في بوينس آيريس في عام 1880.
وفي عام 1884 أسس مدرسة بوينس آيريس الثانوية الإنجليزية وأستمر بتعليم الطلاب كرة القدم فيها، أسس طلاب المدرسة فريق ألومنيك الكروي الذي حصد 22 لقباً إلى أن تم حله في 1913. أسس هوتون اتحاد دوري كرة القدم في 1891، ومع بدايات انتشار كرة القدم في الأرجنتين كان معظم اللاعبين ومسؤولي اتحاد الكرة من المهاجرين الإنجليز وظهر تأثيرهم جلياً بتأسيس أندية نيويل أولد بويز وكويلمس، كما تضمنت أسماء الأندية كلمات إنجليزية كريفر بليت وبوكا جونيورز.

### المباريات الأولى
لًعبت المباراة الأولى بين الطرفين على ملعب ويمبلي القديم في عام 1951. وانتهت تلك المباراة بفوز المنتخب الإنجليزي بنتيجة 2-1. وفي عام 1953 لُعبت مباراتين في بوينس آيرس وانتهت المباراة الأولى بفوز الأرجنتين بنتيجة 3-1. وانتهت المباراة الأخرى بالتعادل السلبي. حينها قال أحد السياسيين الأرجنتيين: «قُمنا بتأميم السكك الحديدية، الآن أستطيع القول بأننا قمنا بتأميم كرة القدم!».
في عام 1962 تواجها الفريقان في أول مباراة رسمية في كأس العالم 1962 في تشيلي. حينها فازت إنجلترا على الأرجنتين بنتيجة 3-1 في دور المجموعات. ثم تواجها في بطولة وديّة قام بإنشائها الاتحاد البرازيلي لكرة القدم بمناسبة الذكرى الخمسين لتأسيسه تحت اسم بطولة تاكا داس ناكويس وانتهت المباراة بفوز الأرجنتين بهدف يتيم.

## اللحظات الحاسمة

### كأس العالم 1966

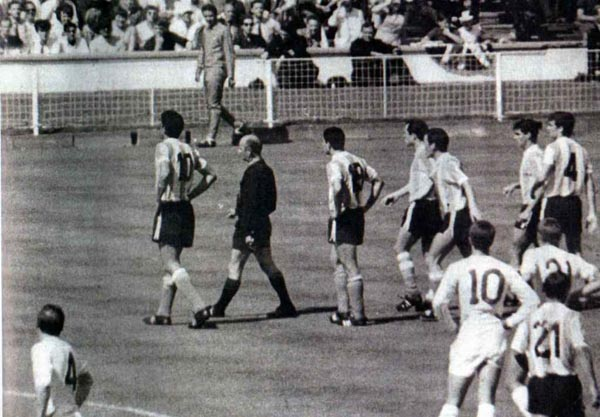
طرد أنتونيو راتين أثناء المباراة.

بداية العداوة كانت في كأس العالم 1966 حين استضافت إنجلترا كأس العالم لكرة القدم في 1966، وفي الدور ربع النهائي أصطدم أصحاب الأرض بالأرجنتين في لقاء أطلقت عليه الصحف الأرجنتينية أسم «سرقة القرن» بعد إقصاء منتخب الأرجنتين بهدف يتيم سجله جيوف هورست.
أثار احتساب الهدف غضب لاعبي الأرجنتين الذين اعتبروا أن جيوف هورست كان في موقف تسلل، وشهد اللقاء إحدى أغرب الحوادث في تاريخ كاس العالم وكانت سبباً في اختراع البطاقات الملونة، فبعد تلقيه إنذاراً لتدخله ضد بوبي تشارلتون، طرد قائد منتخب الأرجنتين أنتونيو راتين بعد تلقيه الإنذار الثاني لارتكابه مخالفة ضد جيوف هورست ودخوله في مشادة مع الحكم. رفض راتين مغادرة الملعب، واضطر الحكم للاستعانة بالشرطة لإخراجه، وذكرلاحقاً أنه طرد راتين لأنه لم يعجب بنظراته إليه، في حين قالت الصحف البريطانية أنه طرد بسب «العنف اللفظي وشتم الحكم» مع أن الحكم الألماني رودولف كريتلين لا يتكلم الإسبانية ولا يفهمها. أتهم الأرجنتينيون الحكم لاحقاً بالتحيز للإنجليز مع أن راتين أظهر له شارة القيادة، ورغبته باستدعاء مترجم.
دخل الإنجليزي كين آستون (إخترع البطاقات الملونة لاحقاً) مشرف الحكام الملعب لإقناع راتين بالخروج، لكن تدخله زادت الأوضاع سوءً إذ اعتقدت فرق أمريكا الجنوبية أن هناك مؤامرة تدبر لإخراجها من البطولة. غادر راتين الملعب، وأقتلع سارية الضربة الركنية التي لون علمها على شاكلة علم المملكة المتحدة قبل خروجه من الملعب.
منع مدرب إنجلترا أولف رامزي لاعبيه من تبادل القمصان مع لاعبي الأرجنتين الذين وصفهم بـ«الحيوانات» مما أثار غضب الصحافة الأرجنتينية التي تحدثت عن ضرب أحد مسؤولي الاتحاد الإنجليزي لمشجعة أرجنتينية حامل على بطنها.

### كأس العالم 1986

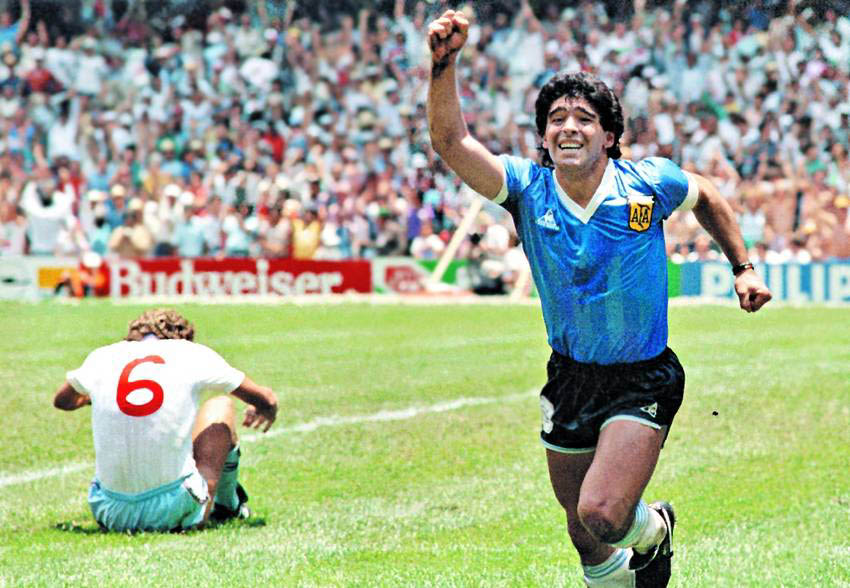
احتفال مارادونا بالهدف الثاني.

بعد مباريات ودية في عام 1974 و1977 و1980 التي لم تظهر أي علامات للعداوة، تواجه المنتخبان مجدداً في ربع نهائي كأس العالم 1986 في المكسيك. في مباراة لا تُنسى حسم دييغو مارادونا المباراة لصالح الأرجنتين، فسجل هدفاً بيده في شباك بيتر شيلتون احتسبه الحكم التونسي علي بن ناصر الذي تجمع حوله لاعبوا إنجلترا للاحتجاج على الهدف، بينما احتفل مارادونا مع زملائه بعدما طلب منهم ذلك لإلهاء الحكم.
سجل مارادونا اسمه في تاريخ كرة القدم، فبهدف اُعتبر أفضل هدف في تاريخ كأس العالم، وهدف القرن بتصويت متابعي ونقاد الكرة فقد تخطى 7 لاعبين من منتخب إنجلترا والحارس شيلتون قبل أن يسكن الكرة في الشباك. بعد المباراة جن جنون الصحف الإنجليزية بسبب مارادونا، ووصفته ولا تزال بأبشع الصفات والألقاب فهو بنظرهم «لص مخادع وقذر»، وطالبه بيتر شيلتون مراراً وتكراراً بالاعتذار عن هدفه الذي سجله بيده.
تحدث مارادونا عن هدفه المثير للجدل في كتاب سيرته الذاتية «أنا دييغو» ووصف شعوره لحظة تسجيل الهدف، كما أشار إلى حرب الفوكلاند: «أعتقد أني في بعض الأحيان فضلت هدفي الذي سجلته باليد، كان ذلك نوعاً ما كالسرقة من محافظهم (يقصد بذلك الإنجليز). كان ذلك كأننا هزمنا بلداً، ليس كفريق كرة رغم أننا قلنا قبل المباراة أن كرة القدم لا علاقة لها بحرب المالفيناس (الاسم الإسباني لجزر الفوكلاند)، كنا نعلم أنهم قتلوا الكثير من الأطفال الأرجنتينيين هناك، لقد قتلوهم كطيور صغيرة وذلك كان انتقامنا».

### كأس العالم 1998
التقى الغريمان مجدداً في الدور الثاني من كأس العالم 1998، لقاء لا يقل إثارة وسخونة عن سابقاته فقد كان الإنجليز يتحرقون للثأر من الأرجنتين، بينما كان المنتخب الأرجنتيني يسعى لتأكيد علو كعبه على منتخب الاسود الثلاثة. كان لقاء الفريقين تاريخياً وحافلاً بالأحداث المثيرة فقد قرعت الصحافة في البلدين طبول الحرب خصوصاً الإنجليزية التي شحنت لاعبي منتخبها ضد منتخب التانغو، وطالبتهم بتحقيق الفوز.
سجل مايكل أوين هدفاً جميلاً تغنى بروعته الإعلام الإنجليزي من مراوغة للاعبي الأرجنتين، وطرد ديفيد بيكهام بعد احتكاك مع دييغو سيميوني. انتهى الوقت الأصلي للمباراة بالتعادل 2-2. أحتكم الطرفان لركلات الجزاء التي ابتسمت للأرجنتين بعد تألق الحارس كارلوس روا الذي تصدى لركلتي جزاء، واعتبر بطلاً في بلاده.
مباشرة بعد الإقصاء نصبت الصحف الإنجليزية أعواد المشانق لديفيد بيكهام الذي حملته مسؤولية الخروج من كأس العالم فقد وصفت صحيفة الديلي ميل المنتخب الإنجليزي بـ «10أسود وطفل غبي»، وكان لسيميوني نصيبه من سهام الانتقاد فقد شبهت الصحف سقوطه بـ «طن من الحجارة أسقط على أرض الملعب»، واتهتمه بالتمثيل والتحايل على الحكم معتبرة أن منتخب الأرجنتين لطالما أعتمد على ما أسمته (الحركات المسرحية والخداع) وإستشهدت بهدف مارادونا في 1986.
بدأ تراشق وسجال إعلامي ساخن بين صحف البلدين كالعادة بعد نهاية المباراة، فوصفت الصحافة الأرجنتينية بيكهام بالساذج والغبي، وادعت الصحف الإنجليزية أن سيميوني أقر بالتمثيل، وأن لاعبي منتخب الأرجنتين تجمعوا حول الحكم وحرضوه على طرد بيكهام.

### كأس العالم 2002
بعد مباراة ودية لعبها الفريقان في ويمبلي عام 2000، جمعتهما القرعة في دور المجموعات لكأس العالم 2002، بعدما تجرعت إنجلترا مرارة الإقصاء أمام الأرجنتين سابقاً ساد التوتر صفوف المنتخب الإنجليزي قبل مواجهته الحاسمة مع الأرجنتين بعد التعادل المخيب للآمال مع السويد في المباراة الأولى مما عنى احتمال مواجهة الخروج مجدداً على يد منتخب الأرجنتين العدو اللدود.
شهدت المباراة مصافحة دييغو سيميوني وديفيد بيكهام الذي سجل هدف المباراة الوحيد من ركلة جزاء بعد خطأ على مايكل أوين، وأشادت به الصحف الإنجليزية التي رمته بسهامها سابقاً فقد كتبت صحيفة التايمز: «بعدما هوجم بشدة بسبب البطاقة الحمراء التي ساعدت على خروج إنجلترا من كأس العالم 1998 على يد الأرجنتين، يستيقظ هذا الصباح مع هالة له أكثر إشراقاً من أي وقت مضى».
كفر بيكهام عن ذنبه بالنسبة للإنجليز، وأقامت صحفهم الأفراح بخروج العدو اللدود من الدور الأول وخسارته أمام منتخب الأسود الثلاثة فنشرت صوراً تسخر من لاعبي ومشجعي الأرجنتين، وعنونت صفحاتها باستفزاز واضح لمشاعر الأرجنتينيين بأغنية المغنية الشهيرة مادونا من فيلم إيفيتا الذي تناول حياة زوجة رئيس الأرجنتين السابق خوان بيرون «لا تبكي من أجلي يا أرجنتين».

### ودية 2005
لعب الفريقان مباراة ودية في جنيف عام 2005، وفازت إنجلترا بنتيجة 3-2. فوز أسعد الجماهير والصحف الإنكليزية. كانت الطبيعة العامة للمباراة أيضاً أقل حدة وتوتراً من سابقاتها بحسب صحيفة التايمز التي ذكرت وفقا لمعايير غير سارة من المواجهات السابقة، أصبحت مواجهات إنجلترا والأرجنتنين تتمتع بنوع من الحلاوة، على الرغم من أن المفهوم نسبي للغاية، شهدت اللقاءات السابقة تبادلاً للكمات في المدرجات، وأغاني حول جزر فوكلاند.

## المواجهات
| مباراة ودية 9 مايو 1951 | إنجلترا                               | 2–1   | الأرجنتين     | ميدلسكس                                                        |
|                         | ستان مورتينسين 79' · جاكي ميلبورن 86' | تقرير | 18' مايرو بوي | الملعب: ملعب ويمبلي (1923) الحضور: 99,000 الحكم: ساندي غريفيثس |

| مباراة ودية 14 مايو 1953 | الأرجنتين                                    | 3–1   | إنجلترا         | بوينس آيرس                                                             |
|                          | إيرنيستو غريلو 42'، 78' · رودولفو مايكلي 57' | [ 1 ] | 41' تومي تايلور | الملعب: ملعب مونومنتال أنتونيو فيسبوكيو ليبرتي الحكم: آرثر إدوارد إليس |

| مباراة ودية 17 مايو 1953 | الأرجنتين | 0–0   | إنجلترا | بوينس آيرس                                                                            |
|                          |           | تقرير |         | الملعب: ملعب مونومنتال أنتونيو فيسبوكيو ليبرتي الحضور: 80,000 الحكم: آرثر إدوارد إليس |

| كأس العالم 1962 2 يونيو 1962 | إنجلترا                                                  | 3–1   | الأرجنتين          | رانكاغوا                                                   |
|                              | رون فلورز 18' (ض.ج) · جيمي غريفز 42' · بوبي تشارلتون 67' | تقرير | 81' جوزي سانفيليبو | الملعب: ملعب آيل تنينتي الحضور: 9,794 الحكم: نيكولي لاتشيف |

| تاكا داس ناكويس 6 يونيو 1964 | الأرجنتين         | 1–0   | إنجلترا | ريو دي جانيرو                                        |
|                              | ألفريدو روخاس 66' | تقرير |         | الملعب: ملعب ماراكانا الحضور: 15,000 الحكم: ليو هورن |

| كأس العالم 1966 23 يوليو 1966 | إنجلترا        | 1–0   | الأرجنتين | لندن                                                            |
|                               | جيوف هورست 77' | تقرير |           | الملعب: ملعب ويمبلي (1923) الحضور: 90,584 الحكم: رودولف كريتلين |

| مباراة ودية 22 مايو 1974 | إنجلترا                             | 2–2   | الأرجنتين                  | لندن                                                             |
|                          | ميك تشانون 45' · فرانك وورثنتون 55' | تقرير | 59'، 89' (ض.ج) ماريو كيمبس | الملعب: ملعب ويمبلي (1923) الحضور: 68,000 الحكم: أرتورو إثورالدي |

| مباراة ودية 12 يونيو 1977 | الأرجنتين          | 1–1   | إنجلترا          | بوينس آيرس                                                        |
|                           | دانييل بيرتوني 15' | تقرير | 3' ستوارت بيرسون | الملعب: ملعب ألبرتو خ. أرماندو الحضور: 60,000 الحكم: رامون باريتو |

| مباراة ودية 13 مايو 1980 | إنجلترا                                | 3–1   | الأرجنتين                 | لندن                                                          |
|                          | ديفيد جونسون 41'، 50' · كيفن كيغان 68' | تقرير | 53' (ض.ج) دانييل باساريلا | الملعب: ملعب ويمبلي (1923) الحضور: 92,000 الحكم: براين ماكنلي |

| كأس العالم 1986 22 يونيو 1986 | الأرجنتين               | 2–1   | إنجلترا         | مدينة مكسيكو                                           |
|                               | دييغو مارادونا 50'، 54' | تقرير | 80' غاري لينيكر | الملعب: ملعب أزتيكا الحضور: 114,580 الحكم: علي بن ناصر |

| كأس تحدي إنجلترا 1991 25 مايو 1991 | إنجلترا                          | 2–2   | الأرجنتين                             | لندن                                                            |
|                                    | غاري لينيكر 15' · ديفيد بلات 50' | تقرير | 65' كلاوديو جارسيا · 70' داريو فرانكو | الملعب: ملعب ويمبلي (1923) الحضور: 44,497 الحكم: زوران بتروفيتش |

| كأس العالم لكرة القدم 1998 30 يونيو 1998                                            | الأرجنتين                                          | 2–2 (و.إ) (4–3 ر.ت)                                        | إنجلترا                              | سانت إتيان                                                       |
|                                                                                     | غابرييل باتيستوتا 6' (ركلة.) · خافيير زانيتي 45+1' | تقرير                                                      | 10' (ض.ج) آلان شيرر · 16' مايكل أوين | الملعب: ملعب جوفروا غيشار الحضور: 30,600 الحكم: كيم ميلتون نيلسن |
|                                                                                     |                                                    | ركلات جزاء                                                 |                                      |                                                                  |
| سيرجيو بيرتي · هرنان كرسبو · خوان سيباستيان فيرون · مارسيلو غالاردو · روبيرتو أيالا |                                                    | آلان شيرر · بول إنس · بول ميرسون · مايكل أوين · ديفيد باتي |                                      |                                                                  |

| مباراة ودية 23 فبراير 2000 | إنجلترا | 0–0   | الأرجنتين | لندن                                                  |
|                            |         | تقرير |           | الملعب: ملعب ويمبلي الحضور: 74,008 الحكم: ماركوس ميرك |

| كأس العالم لكرة القدم 2002 7 يونيو 2002 | الأرجنتين | 0–1   | إنجلترا                | سابورو                                                    |
|                                         |           | تقرير | 44' (ض.ج) ديفيد بيكهام | الملعب: قبة سابورو الحضور: 35,927 الحكم: بييرلويجي كولينا |

| مباراة ودية 12 نوفمبر 2005 | الأرجنتين                          | 2–3   | إنجلترا                               | جنيف                                                 |
|                            | هرنان كرسبو 35' · والتر صامويل 54' | تقرير | 39' واين روني · 87'، 90+2' مايكل أوين | الملعب: ملعب جنيف الحضور: 29,000 الحكم: فيليبي ليوبا |